# すてきにコモン!
『すてきにコモン!』は、2006年3月27日から5月19日まで愛の劇場で放送されたTBS系列のテレビドラマである。放送日は毎週月曜日 - 金曜日13:00 - 13:30。全40回。

## 概要
北欧で生まれた新形態の共同住居「コモンハウス」での生活を描いたホームドラマ。

## キャスト

### コモンズ武蔵野の住民
東京郊外に大家の意向で建てられたコモンハウス。
- 桜田 美咲 - 芳本美代子

フラワーデザイナーでフラワーデザイン教室に勤務している。夫亡き後、コモンズ武蔵野に越してきた。
- 桜田 翼 - 石川眞吾

長男。スポーツ好きで活発な性格。小学6年生。
- 桜田 陸 - 森下翔梧

次男。兄と対照的におとなしい性格。小学4年生。
- 桜田 花 - 佐々木麻緒

長女。無邪気ゆえ本質を突いたストレートな発言をすることも多々。5歳の保育園児。
- 杉崎 晋一 - 風見しんご

コモンズ武蔵野の管理員。美咲の夫の親友。独身。昆虫好きで、子供に好かれる。
- 亀山 七海 - 高橋月子

陸のクラスメイト。不登校気味。
- 亀山 桃子 - 円城寺あや

気が強く、都会志向の専業主婦。
- 亀山 研次 - 遠山俊也

リストラ勧告に悩む気弱なサラリーマン。職人に憧れており、手先が器用。
- 北原 智也 - 伊東孝明

IT企業に務めるサラリーマン。六本木ヒルズに住むのが夢。
- 北原 志帆 - 林美穂

専業主婦。
- 岡崎 すみれ - 嘉門洋子

OL。
- 上野 雄大 - 藤間宇宙

美容師。すみれとシェアメイトとして同居中。
- 森 浩太郎 - 山谷初男

オーナー。昔ながらの地域の交わりを求めてコモンハウスを建てた。

### 住民の親族
- 杉崎 加奈子 - 野口ふみえ

杉崎晋一の母親。
- 北原 頼子 - 宇津宮雅代

北原智也の母親。
- 朝倉 和枝 - 大島蓉子

森浩太郎の親族。
- 朝倉 啓吾 - 仲本工事

森浩太郎の親族。
- 森 章一 - 大森ヒロシ

森浩太郎の親族。
- 森 千夏 - 小林美江

森浩太郎の親族。

### フラワーデザイン教室
- 曽根 頼子 - 愛川裕子

美咲の親友。
- 矢島 秀生 - 篠塚勝

美咲が講師として務めているスクールの事務長。
- 川口めぐみ - 湧田朋子

### 小学校
クラスメイト
- 高柳 真央 - 尾崎千瑛
- 早瀬 梨花 - 郷田由芽
- 石沢 大介 - 鈴木悠貴

教師
- 吉岡 周二 - 小島聡

翼の担任。
- 笠野 杏子 - 緒方美穂
- 村上 好美 - 中島綾子

## 主題歌
- 「ハートに火をつけて」

作詞：坂井泉水/作曲：大野愛果/編曲：葉山たけし/歌：ZARD（B-Gram RECORDS）

## スタッフ
- プロデューサー - 高橋泰、小越浩造
- 脚本 - 関根俊夫
- 演出 - 清水満、油谷誠至、堀口明洋
- 劇中音楽 - 山下康介
- 技術協力 - バル・エンタープライズ
- 美術協力 - KHKアート
- スタジオ - 東京メディアシティ
- 制作 - 総合企画アンテンヌ、TBS
- 制作協力 - 東北新社